# Thyez
Thyez és un municipi francès situat al departament de l'Alta Savoia i a la regió d'Alvèrnia-Roine-Alps. L'any 2007 tenia 5.421 habitants.

## Demografia

### Població
El 2007 la població de fet de Thyez era de 5.421 persones. Hi havia 2.168 famílies de les quals 564 eren unipersonals (272 homes vivint sols i 292 dones vivint soles), 632 parelles sense fills, 788 parelles amb fills i 184 famílies monoparentals amb fills.
La població ha evolucionat segons el següent gràfic:
Habitants censats

### Habitatges
El 2007 hi havia 2.314 habitatges, 2.195 eren l'habitatge principal de la família, 50 eren segones residències i 69 estaven desocupats. 1.183 eren cases i 1.120 eren apartaments. Dels 2.195 habitatges principals, 1.441 estaven ocupats pels seus propietaris, 702 estaven llogats i ocupats pels llogaters i 52 estaven cedits a títol gratuït; 73 tenien una cambra, 270 en tenien dues, 452 en tenien tres, 558 en tenien quatre i 842 en tenien cinc o més. 1.759 habitatges disposaven pel capbaix d'una plaça de pàrquing. A 947 habitatges hi havia un automòbil i a 1.139 n'hi havia dos o més.

### Piràmide de població
La piràmide de població per edats i sexe el 2009 era:
| Homes | Edats   | Dones |
| ----- | ------- | ----- |
| 0     | 95 o +  | 0     |
| 4     | 90 a 94 | 8     |
| 4     | 85 a 89 | 28    |
| 8     | 80 a 84 | 8     |
| 32    | 75 a 79 | 44    |
| 52    | 70 a 74 | 48    |
| 88    | 65 a 69 | 88    |
| 108   | 60 a 64 | 100   |
| 156   | 55 a 59 | 132   |
| 164   | 50 a 54 | 184   |
| 212   | 45 a 49 | 208   |
| 216   | 40 a 44 | 236   |
| 164   | 35 a 39 | 180   |
| 200   | 30 a 34 | 196   |
| 172   | 25 a 29 | 176   |
| 152   | 20 a 24 | 120   |
| 168   | 15 a 19 | 188   |
| 192   | 10 a 14 | 196   |
| 180   | 5 a 9   | 160   |
| 168   | 0 a 4   | 116   |

## Economia
El 2007 la població en edat de treballar era de 3.772 persones, 2.946 eren actives i 826 eren inactives. De les 2.946 persones actives 2.761 estaven ocupades (1.485 homes i 1.276 dones) i 185 estaven aturades (89 homes i 96 dones). De les 826 persones inactives 276 estaven jubilades, 316 estaven estudiant i 234 estaven classificades com a «altres inactius».

### Ingressos
El 2009 a Thyez hi havia 2.264 unitats fiscals que integraven 5.644,5 persones, la mediana anual d'ingressos fiscals per persona era de 22.085 €.

### Activitats econòmiques
Dels 332 establiments que hi havia el 2007, 3 eren d'empreses extractives, 4 d'empreses alimentàries, 7 d'empreses de fabricació de material elèctric, 2 d'empreses de fabricació d'elements pel transport, 91 d'empreses de fabricació d'altres productes industrials, 40 d'empreses de construcció, 48 d'empreses de comerç i reparació d'automòbils, 13 d'empreses de transport, 9 d'empreses d'hostatgeria i restauració, 2 d'empreses d'informació i comunicació, 28 d'empreses financeres, 22 d'empreses immobiliàries, 33 d'empreses de serveis, 21 d'entitats de l'administració pública i 9 d'empreses classificades com a «altres activitats de serveis».
Dels 64 establiments de servei als particulars que hi havia el 2009, 1 era una oficina de correu, 1 una oficina bancària, 13 tallers de reparació d'automòbils i de material agrícola, 1 taller d'inspecció tècnica de vehicles, 5 paletes, 9 guixaires pintors, 6 fusteries, 7 lampisteries, 3 electricistes, 2 empreses de construcció, 3 perruqueries, 3 veterinaris, 4 restaurants, 5 agències immobiliàries i 1 saló de bellesa.
Dels 15 establiments comercials que hi havia el 2009, 1 era un hipermercat, 1 una botiga de més de 120 m², 2 fleques, 2 carnisseries, 1 una peixateria, 1 una llibreria, 3 botigues d'equipament de la llar, 1 una botiga d'electrodomèstics, 1 una botiga de mobles, 1 una botiga de material de revestiment de parets i terra i 1 un drogueria.
L'any 2000 a Thyez hi havia 22 explotacions agrícoles que ocupaven un total de 424 hectàrees.

## Equipaments sanitaris i escolars
El 2009 hi havia 2 farmàcies i 1 ambulància.
El 2009 hi havia 2 escoles elementals.

## Poblacions més properes
El següent diagrama mostra les poblacions més properes.